# Camera lucida (книга)
«Camera Lucida» — эссе Ролана Барта, опубликованное в 1980 году. Основополагающий труд в области теории фотографии.

## Общая характеристика
Книга является исследованием природы фотографии и, одновременно, содержит элементы автобиографии. Особое внимание в тексте уделено памяти покойной матери Барта. В сочинении автор рассматривает специфику фотографии и особенность её изобразительного и смыслового принципа.
Барт характеризует фотографию как феномен, несводимый к кодам языка или культуры. Книга рассматривает два парных понятия — studium и punctum, где studium обозначает культурную, языковую и политическую интерпретацию фотографии, а punctum — укол, удар, личная деталь, которая устанавливает прямую связь с объектом на фотографии.

## Контекст создания
«Camera Lucida» — не первый подход Барта к осмыслению фотографии. Барт делает снимок предметом анализа в одной из своих статей, опубликованных в журнале Les Nouvelles Lettres и собранных в «Мифологиях» в 1957 году. В статье «Предвыборная фотогения» политический характер более очевиден, чем в «Camera Lucida». Некоторые ключевые идеи книги предвосхищены в эссе Барта «Третий смысл. Исследовательские заметки о нескольких фотограммах С. М. Эйзенштейна» (1970), где понятие «открытый смысл» уже напоминает его более поздний термин «punctum».
«Camera Lucida», наряду со сборником эссе Сьюзен Зонтаг «О фотографии», является одним из наиболее важных ранних аналитических исследований в области фотографии. Среди книг, посвящённых семиотике и философии фотографии, работа Барта также занимает особое место. «Camera Lucida» является последней книгой, опубликованной философом при жизни. Её выход практически совпал с трагической гибелью автора: 25 февраля 1980 г. в самом центре Парижа, недалеко от Коллеж де Франс, Барт попал под машину, а 27 марта того же года скончался в больнице Питье-Сальпетриер. «Camera Lucida» написана в совершенно необычной тональности: биографические обстоятельства определяют её построение в большей мере, чем теоретические соображения. Повествование развивается не только (и даже не столько) как феноменология фотографии, но прежде всего как симптом, связанный с конкретной фотографией любимого человека — умершей в 1977 г. матери автора, Генриетты Барт. Таким образом, исследование фотографии, автобиография и работа траура неразрывно связаны в этой книге.

## Основные идеи работы

### Фотография и проблема знака
Одна из центральных проблем работы — механизм образования смысла в фотографии. Развивая идею Фердинанда де Соссюра, Барт полагает, что область языкового смысла формируется в рамках механизма знака и является результатом соединения означающего и означаемого. В фотографии механизм образования смысла иной. Барт воспринимает изображение как «инстанцию, сопротивляющуюся смыслу». По мнению Барта, фотография одновременно воспроизводит принцип знаковых соответствий и не поддерживает их. «Фотография повествовательна, тем не менее её смысловое наполнение выходит за рамки примитивной схемы однозначного смысла. И механизм моды, и фотография сопротивляются формальной системе буквальных значений», — замечает исследователь фотографии Екатерина Васильева.
Сущность фотографии, отличающая её от других изобразительных систем, определяется её отношениями с референтом: если, например, художник способен изобразить и то, чего не наблюдал, то фотографическим референтом следует называть «не вещь факультативно реальную, к которой отсылает образ или знак, но вещь реальную необходимо и расположенную перед объективом, ту вещь, без которой не было бы фотографии» (Camera lucida, гл. 32). Фотография, физически фиксируя отражённые референтом лучи света и донося их до зрителя, как бы говорит об изображённом: «оно там было» (гл. 32, 34). Это «сертификат присутствия», «не образ и не реальность, а воистину новое существо: реальность, до которой уже нельзя дотронуться» (гл. 36). Фотография — не художественное отображение, а прямая «эманация прошлой реальности», поэтому она внекультурна: «в ней нет ничего, что могло бы превращать скорбь в траур», вызывать очищающий катарсис (гл. 37).

### Фотография иpunctum
Фотография, как и любое иное произведение, воспринимается и интерпретируется в контексте культуры. Такое отношение к произведению Барт обозначает латинским термином studium. Функции воспринимаемой подобным образом фотографии: информировать, живописать, застигать врасплох, означивать, вызывать желание (Camera lucida, гл. 10—16). Отличие фотографии Барт видит в том, что её восприятие этим не ограничивается, и вводит понятие punctum. Если studium — это «поле культурных интересов», то punctum — «неожиданный зигзаг, который иногда это поле рассекает» (гл. 39). Иногда, пишет Барт, на фотографии «меня привлекает какая-то „деталь“. Я чувствую, что само её присутствие меняет режим моего чтения, что я смотрю как бы на новое фото, наделенное в моих глазах высшей ценностью. Подобная „деталь“ и есть punctum (то, что наносит мне укол)» (гл. 18). Помимо детали, то есть некоего элемента изображения, punctum’ом может выступать и само время: глядя на старые фотографии, мы вдруг понимаем, что эти люди, живые на снимке, в то же время уже умерли (гл. 39).
Punctum представляет фотографический смысл, но не воспроизводит механизм знака. «Термин Punctum, который появляется в „Camera Lucida“ по сути противостоит риторической системе значения». Барт обращает внимание на то, что punctum не обладает повествовательным содержанием, не содержит прямого смысла или значения, он действует иными методами, нежели описание или рассказ. «Он, как стрела, вылетает со сцены и пронзает меня», — пишет Барт, характеризуя punctum. «Это и „укол“, и „рана“, и „перфорация“, и „точка“, „чувствительная точка“, и, в одном из более далеких значений, „бросок игральных костей“. Когда Барт пишет о броске костей, он хочет сказать, что фотография — это случай, что сама по себе она есть воплощенный случай», — замечает исследователь Елена Петровская. Punctum не предполагает использования формы языка и обнаруживает противостояние системным принципам в целом и принципу знака в частности. На это обстоятельство обращали внимание многие исследователи. Punctum «разительно „несистемный“ элемент реальности на фотографии», — отмечает переводчик и российский исследователь Барта Сергей Зенкин.

### Фотография и проблема смысла
Фотография обнаруживает, что смысл далеко не всегда можно свести к единому знаменателю: «Camera Lucida» Барта — одна из тех работ, где выражена эта мысль. «Смысл фотографии, напротив, не определён, неточен, не назван. Фотография изображает конкретный объект (дерево), но мы никогда не можем сказать, о чём именно повествует кадр: его значение слишком неопределенно и широко». Фотография, по его мнению, обращает внимание на то, что знак — не единственная форма представления смысла. Фотография, по мнению Барта, утверждает тот факт, что смысл далеко не всегда имеет конечную форму.

## Фотография и проблема художественного пространства
Барт считает, что фотография не поддаётся классической художественной классификации, применимой к иным видам искусства. Фотографию он считает уникальной художественной системой. Несмотря на техногенный характер фотографии, Барт рассматривает её как архаическую форму. Он сравнивает фотографию с театром масок, магией, представлением прошлого и формированием собственного художественного языка. Барт видит единство фотографии и театра, генетически связывает её с культом мёртвых и обращает внимание на то, что помимо традиционных связей с живописью, в фотографии присутствует ещё один, более древний архаический пласт.

Часто говорят, что это художники изобрели фотографию (передав ей кадрирование, альбертиевскую перспективу, оптику камеры-обскуры). Я скажу: нет, это сделали химики. Потому что ноэма «это было» стала возможна только тогда, когда обстоятельства науки (открытие световой чувствительности галоидных соединений серебра) позволили улавливать и непосредственно отпечатывать световые лучи, посылаемые неравномерно освещённым предметом. Фото — это буквально эманация фотографируемого. От реального тела, которое было там, отделились излучения, которые достигли меня, меня, который находится здесь; неважно, как долго длилась эта передача; фото исчезнувшего существа прикасается ко мне, как запоздалые лучи погасшей звезды.— Р. Барт, «Camera Lucida»

## Реакция на книгу
Тифен Самойо, автор биографии Ролана Барта, говорит о смешанной реакции на книгу «Camera Lucida». Луи-Жан Кальве отмечает, что Барт был крайне разочарован реакцией прессы, ведь «Camera Lucida» выделяется среди его трудов, будучи более личным произведением.
Тем не менее есть и положительные отзывы о книге, особенно в США: например, газета Newsweek оценила книгу как «отличную работу». Барт также получил положительные отзывы от своих друзей: так, Марта Роберт отозвалась в своём письме к писателю о «Camera Lucida» как о «прекрасной книге, очень прекрасной книге». Юлия Кристева в письме от 16 февраля 1980 года оценила ясность рассуждения.

## Первое издание
- Barthes R. La chambre claire. Note sur la photographie. Paris: Gallimard, 1980. 192 p.

## Русский перевод
- Барт Р. Camera lucida / пер., коммент. и послесловие М. К. Рыклина. — М.: Ad Marginem, 1997. — ISBN 5-88059-035-6